# Fegen
Fegen er en landsby i Gunnarp sogn, Falkenbergs kommun, Hallands län, Sverige. Byen har 242 indbyggere. Fegen ligger ved søen med samme navn og krydses af amtsvej 153. Landsbyen voksede op omkring en jernbanestation for Kinnared - Fegens Järnväg og Fegen - Ätrans Järnväg.